# Maheśvara
Il sostantivo maschile sanscrito Maheśvara (devanāgarī: महेश्वर; lett. "Grande signore"; s.f. Maheśvarī) è l'epiteto con cui,  nella religione hindūista, si indica una divinità di primaria importanza quale, e in particolar modo, Śiva o Kṛṣṇa. 
Nella sua accezione plurale viene ad indicare i Lokapāla, i "guardiani del mondo", quindi Agni, Yama, Indra e Varuṇa. 
Nel genere femminile, Maheśvarī, indica Durgā.